# Gesamtschule Kamen
Die Gesamtschule Kamen ist eine integrierte Gesamtschule in Kamen im östlichen Ruhrgebiet. Zurzeit wird die Schule von über 1.300 Schülern besucht, die von etwa 130 Lehrkräften unterrichtet werden. Die Oberstufe weist eine Schülerzahl von rund 300 Schülern auf.

## Geschichte
1969 nahm die Schule ihren Betrieb auf. Wegen der hohen Schülerzahlen wurde kurz nach der Eröffnung der Gesamtschule bereits ein neues Gebäude errichtet, das Platz für ca. 3800 Schüler bot. Somit war die Gesamtschule Kamen die größte integrierte Gesamtschule Deutschlands. Kurze Zeit nach dem Einzug in das neue Gebäude wurde die Schule jedoch in zwei eigenständige Gesamtschulen geteilt. Es entstanden die Carlo-Schmid-Gesamtschule und die Hermann-Ehlers-Gesamtschule, die das Gebäude fortan gemeinsam nutzten. Nach der Errichtung der Fridtjof-Nansen-Realschule und der Städtischen Hauptschule Kamen wurden die beiden Gesamtschulen wieder zu einer Schule zusammengelegt. Die Realschule zog daraufhin in einen Teil des Gebäudes.

## Sprachlicher Unterricht
Angeboten werden Deutsch, Englisch, Französisch, Latein und in der Oberstufe Spanisch.
Ab der 7. Klasse wird bilingualer Unterricht im Fach Englisch angeboten. Im fünften und sechsten Schuljahr haben die Schüler, die den bilingualen Zweig gewählt haben, zusätzlichen Englischunterricht. In der Oberstufe kann bilingualer Unterricht in Geschichte und Sozialwissenschaften in englischer Sprache gewählt werden.

## Sekundarstufe I
Die Sekundarstufe I wird derzeit von über 1000 Schülern besucht und umfasst die Klassen 5 bis 10.
In der 5. und 6. Klasse werden statt der naturwissenschaftlichen Fächer Physik, Chemie und Biologie das Fach Naturwissenschaften und statt der Fächer Politik, Wirtschaft, Geschichte und Erdkunde das Fach Gesellschaftslehre unterrichtet.
Ab der 6. Klasse und ab der 8. Klasse müssen Differenzierungskurse im Wahlpflichtbereich belegt werden.
Wie für Gesamtschulen üblich gibt es das FE/GA-System.

### Musikklassen
Eine Besonderheit an der Gesamtschule Kamen ist, dass spezielle Musikklassen angeboten werden. Das heißt, dass alle Klassenmitglieder mindestens ein Instrument spielen und dass es ein Klassenorchester, Musikunterricht mit Orchesterblasinstrumenten und einer Rhythmusgruppe sowie eine Kombination aus Orchester- und Instrumentalunterricht gibt.
Obgleich die meisten Schüler ein Blasinstrument spielen, ist auch das Spielen eines anderen Instruments in der Musikklasse möglich.
Ein Instrument zu beherrschen, ist ein zwar ein kleiner Vorteil, jedoch ist es keinesfalls notwendig. Ein Instrument kann auch noch in der Musikklasse erlernt werden.

## Sekundarstufe II
Viele Schüler der Gesamtschule Kamen besuchen nach Beendigung der Klasse 10 die gymnasiale Oberstufe der Kamener Gesamtschule. Zuwachs erhält sie zudem von Schülern aus umliegenden Hauptschulen und Realschulen. Zurzeit wird die Oberstufe der Gesamtschule Kamen von ungefähr 300 Schülern besucht.

### Leistungskurse
Leistungskurse können in folgenden Fächern gewählt werden:
- Biologie
- Deutsch
- Englisch
- Erziehungswissenschaft (Pädagogik)
- Kunst
- Mathematik
- Sport
- Erdkunde

### Weitere Kurse
Als Ersatzfach für Kunst oder Musik kann ein instrumentalpraktischer Kurs oder Literatur in der Qualifikationsphase 1 belegt werden.
Vertiefungsfächer ergänzen die Pflichtfächer in der Einführungsphase. Sie werden in Deutsch, Mathematik und Englisch zweistündig angeboten und dienen der Stärkung der Basiskompetenzen in diesen Kernfächern.
In der Qualifikationsphase 2 dienen sie der Vorbereitung in einem der Abiturfächer Deutsch, Mathematik oder Englisch.
Als zweistündige Kurse in der Qualifikationsphase 1 werden die sogenannten Projektkurse angeboten. Sie beziehen sich auf ein (oder zwei Fächer fachübergreifend) belegtes Fach in der Qualifikationsphase (entweder der 2. Leistungskurs oder Geschichte als Referenzfach).

## Abschlüsse
Folgende Abschlüsse bietet die Gesamtschule Kamen an:
- Hauptschulabschluss nach Klasse 9 oder 10
- Fachoberschulreife (Mittlere Reife) nach Klasse 10
- Fachhochschulreife (Fachabitur) nach der Qualifikationsphase 1
- Allgemeine Hochschulreife (Abitur)

## Auszeichnungen
Die Gesamtschule Kamen ist vielfach ausgezeichnet worden, u. a. erhielt sie folgende Auszeichnungen:
- Qualitätssiegel Schule und Beruf
- Schule der Zukunft
- Schule ohne Rassismus – Schule mit Courage
- Eliteschule des Fußballs

## Bekannte Schüler
- Oliver Kaczmarek (* 1970), Politiker, Mitglied des Deutschen Bundestages
- Sabine Heinrich (* 1976), Radio- und Fernsehmoderatorin
- Sophia Kleinherne (* 2000), deutsche Fußballnationalspielerin
- Lena Uebach (* 2000), deutsche Juniorennationalspielerin